# 쓰네마쓰 도모노리
쓰네마쓰 도모노리(일본어: 恒松 伴典, 1976년 7월 16일 ~ )는 일본의 전 축구 선수이다.

## 구단 경력
과거 알비렉스 니가타에서 활동하였다.